# به شکار ارواح می‌رویم
شعبده باز یا به شکار ارواح می‌رویم (به انگلیسی: A-Haunting We Will Go) یکی از فیلم‌های لورل و هاردی منتشر شده توسط استودیوهای قرن بیستم و کارگردانی آلفرد ال. ورکر است.

## خلاصه داستان
استن و الیور با افرادی فریبکار روبه رو می‌شوند. کلاهبرداران، یک شعبده باز خوش صحبت، دو تابوت تعویض شده، با دردسرها و نتایج خنده دار …

## گزیدهٔ بازیگران
- استن لورل
- اولیور هاردی
- هری آگست جانسن
- شیلا رایان
- جان شلتون
- دان کاستلو
- الیشا کوک جونیور
- ادوارد گارگن
- آدیسون ریچاردز
- جرج لین
- جیمز بوش
- رابرت اِمِت کین
- دیک لین
- ویلی بست
- وید باتلر
- تری مور
- لس کلارک
- ادگار دیرینگ
- تام دوگن
- رالف دان
- فرانک فیلن
- ویلبر مک
- مانتان مورلند
- ادی والر
- باد گیری
- مارگارت روچ
- والتر سانده